# Rio Ocoí
Der Rio Ocoí ist ein etwa 49 km langer linker Nebenfluss des Rio Paraná im Westen des brasilianischen Bundesstaats Paraná.

## Geografie

### Lage
Das Einzugsgebiet des Rio Ocoí befindet sich auf dem Terceiro Planalto Paranaense (Dritte oder Guarapuava-Hochebene von Paraná).

### Verlauf
Sein Quellgebiet liegt im Munizip Matelândia auf 601 m Meereshöhe etwa 2 km südwestlich der Ortschaft Vila Esmeralda in der Nähe der PR-590.
Der Rio Ocoí verläuft in überwiegend westlicher Richtung und mündet schließlich zwischen den Munizipien Itaipulândia und São Miguel do Iguaçu in den 216 m hoch gelegenen Itaipu-Stausee. Durch den Aufstau des Río Paraná wurde der etwa 27 km lange ursprüngliche Unterlauf des Río Ocoí überflutet. Die Entfernung zwischen Ursprung und Mündung beträgt 23 km. Der Río Ocoí ist einschließlich seines 5 km langen Oberlaufs Rio Feijão Verde 49 km lang.

### Munizipien im Einzugsgebiet
Am Rio Ocoí liegen die fünf Munizipien Matelândia, Ramilândia, Missal, Itaipulândia und São Miguel do Iguaçu.

### Zuflüsse
links: 
- Côrrego Sanga Seca
- Rio Ouro Verde
- Rio Alegria
- Arroio Fontã
- Arroio Pinto

rechts:
- Arroio Junaí
- Arroio Ocoí-Mi.[4]